# میکی کوک (بازیکن فوتبال، زاده۱۹۵۱)
میکی کوک (انگلیسی: Micky Cook؛ زادهٔ ۹ آوریل ۱۹۵۱) بازیکن فوتبال اهل بریتانیا است.
از باشگاه‌هایی که در آن بازی کرده‌است می‌توان به باشگاه فوتبال کولچستر یونایتد و باشگاه فوتبال لیتون اورینت اشاره کرد.